# George de Relwyskow
George de Relwyskow (Kensington, 18 de junho de 1887 — ?, Birmânia, 9 de novembro de 1943) foi um lutador de luta livre britânico.

## Carreira
Foi vencedor da medalha de ouro na categoria de 66,6 kg e da medalha de prata na categoria de 73 kg em Londres 1908.